# Tom Sawyer kalandjai (film, 1986)
A Tom Sawyer kalandjai (eredeti cím: The Adventures of Tom Sawyer) 1986-ban bemutatott ausztrál televíziós rajzfilm, amely Mark Twain azonos című regénye alapján készült.

## Szereplők
| Szereplő                  | Eredeti hang  | Magyar hang       |
| ------------------------- | ------------- | ----------------- |
| Tom Sawyer                | Simon Hinton  | Quintus Konrád    |
| Huckleberry Finn          | Scott Higgins | Ternyák Zoltán    |
| Becky Thatcher            | Jane Harders  | Kökényessy Ági    |
| Polly néni                | Jane Harders  | Győri Ilona       |
| Indián Joe                | Michael Pate  | Kránitz Lajos     |
| Thatcher bíró             | N/A           | Makay Sándor      |
| Wilbur                    | N/A           | Hankó Attila      |
| Warren őrmester           | N/A           | Balogh András     |
| Evans tizedes             | N/A           | Botár Endre       |
| Börtön foglár             | N/A           | Surányi Imre      |
| Ben                       | N/A           | Haás Vander Péter |
| Vád kirendelt képviselője | N/A           | Konrád Antal      |
| Webster tanár             | N/A           | Felföldi László   |
| Tisztelendő               | N/A           | Hollósi Frigyes   |

További magyar hangok: Horváth Zoltán, Soproni Ági, Szokol Péter